# Bread
Bread — рок-н-ролл гурт зі США, утворений 1969 року у Лос-Анджелесі з ініціативи студійного музиканта, композитора, аранжувальника та продюсера Девіда Гейтса (David Gates), 11.12.1940, Тулса, Оклахома, США — вокал, гітара, бас, клавішні (як сесійний музикант він співпрацював з Дюеном Едді та Гленном Кемпбеллом, як автор — з The Carpenters, а як аранжувальник — з Елвісом Преслі, та як продюсер — з Петом Буном). До першого складу також ввійшли Робб Ройер (Robb Royer) — гітара, бас, клавішні, вокал, з яким Гейтс познайомився під час праці над альбомом гурту Ройера The Pleasure Faire, та композитор і музикант Джеймс Гріффін (James Griffin) Теннессі, США — гітара, клавішні, вокал.
Ця трійця мультиінструменталістів не розраховувала на комерційний успіх, однак їх дебютний альбом «Bread», записаний за участю сесійного ударника Джима Гордона (Jim Gordon), відразу здобув достатнє визнання у колах прихильників мелодійного софт-року. Наприкінці 1969 року до гурту приєднався Майк Боттс (Mike Botts), Сакраменто, Каліфорнія, США — ударні, і разом з ним Bread записали наступний лонгплей «On The Waters», до якого ввійшов твір «Make In With You», що був виданий також синглом і розійшовся мільйонним тиражем. З альбому «Manna» походив черговий «золотий» хіт — «If».
1971 року Ройера замінив Леррі Нечтел (Larry Knechtel), Белл, Каліфорнія, США — гітара, бас, клавішні, вокал, щоправда, це призвело до зниження популярності записів гурту. Черговими хітами виявились «Baby I'm A Want You» (1971), а також «Everything I Own» та «Guitar Man» (обидва 1972 року). На жаль, непорозуміння між Гейтсом та Гріффіном привели 1973 року гурт до розпаду. Обидва присвятили себе сольній діяльності, а Боттс приєднався до супровідного гурту Лінди Ронстадт.
1976 року квартет відновив діяльність і записав альбом «Lost Without Your Love», титульний твір з якого на синглі потрапив до американського Тор 10. Незабаром Гріффіна змінив Дін Паркс (Dean Parks). Невдовзі сольний альбом Гейтса «The Goodbay Girl» зазнав поразки і музиканти вирішили, що лагідні мелодії Гейтса вже вийшли з моди, тому й припинили спільну діяльність.

## Дискографія
- 1969: Bread
- 1970: On The Waters
- 1971: Manna
- 1972: Baby I'm A Want You
- 1972: Guitar Man
- 1973: The Best Of Bread Volume 1
- 1974: The Best Of Bread Volume 2
- 1977: Lost Without Your Love
- 1977: The Sound Of Bread
- 1985: Anthology Of Bread
- 1987: The Collection — Bread & David Gates
- 1993: Let Your Love Go

### Девід Гейтс
- 1974: David Gates
- 1975: Never Let Her Go
- 1978: Goodbye Girl
- 1979: Songbook
- 1980: Falling In Love Again
- 1981: Take Me Now

### Джеймс Гріффін
- 1974:Breakin' Up Is Easy
- 1982: Griffin & Sylvester (разом з Teppi Сілвестром)